# المغني في الضعفاء
كتاب المغني في الضعفاء من تأليف الإمام أبو عبد الله شمس الدين محمد بن أحمد بن عثمان المعروف بالذهبي المتوفي سنة 745هجرية، فهو كتاب صغير الحجم مختصر يحتوي على الضعفاء والكذابين والوضاعين فمنهم المتروكين الهالكين ومنهم الضعفاء من المحدثين والناقلين ثم يذكر الكثيري الوهم من الصادقين ثم يذكر الثقات الذين فيهم شيء من اللين أو التعنت ثم يحتوي على المجهولين أيضا وهم كثر فقد ذكر الحافظ الذهبي منهم من نص على جهالته أبي حاتم الرازي وقال هذا مجهول وذكر خلق منهم حالهم غير معروفة وممن روى عنه رجل واحد متنا منكرا واختص هذا الكتاب بذكر من هم أدنى من الضعف فلم يذكر الثقات ومن قيل فيه محله الصدق أو لا بأس به أو يكتب حديثه ... وقد رتبه على ترتيب الحروف الابجدية العربية.

## المخطوطات
من المخطوطات المعتمدة في طبعة إدارة إحياء التراث الإسلامي بدولة قطر بتحقيق نور الدين عتر مخطوطة كتبت بخط الحافظ محمد بن محمد بن إبراهيم القيسي السفاقسي ثم قرأها على المصنف نفسه وهي محفوظة في المكتبة الأحمدية في حلب.